# Hangard
Hangard là một xã ở tỉnh Somme, vùng Hauts-de-France, Pháp.

## Địa lý
Thị trấn này tọa lạc trên đường D76, khoảng 13 dặm Anh về phía đông nam của Abbeville.

## Dân số
| 1962                                                         | 1968 | 1975 | 1982 | 1990 | 1999 |
| ------------------------------------------------------------ | ---- | ---- | ---- | ---- | ---- |
| 71                                                           | 75   | 82   | 73   | 87   | 100  |
| Số liệu điều tra dân số từ năm 1962, dân số không tính trùng |      |      |      |      |      |